# Campionati mondiali giovanili di nuoto sincronizzato 2016
I XV Campionati mondiali giovanili di nuoto sincronizzato si sono svolti in Russia dal 9 al 12 luglio 2016. Le sedi di gara sono state a Kazan'.

## Medagliere
| Posiz. | Nazione  | Oro | Argento | Bronzo | Totale |
| ------ | -------- | --- | ------- | ------ | ------ |
| 1      | Russia   | 5   | 1       | 0      | 6      |
| 2      | Ucraina  | 0   | 2       | 1      | 3      |
| 3      | Giappone | 0   | 1       | 2      | 3      |
| 4      | Cina     | 0   | 1       | 0      | 1      |
| 5      | Spagna   | 0   | 0       | 2      | 2      |
| Totale | Totale   | 5   | 5       | 5      | 15     |

## Risultati
| Evento           | Oro               | Argento           | Bronzo         |
| Singolo          | Varvara Subbotina | Yelyzaveta Yahkno | Irene Toledano |
| Singolo figure   | Varvara Subbotina | Dar'ja Kulagina   | Irene Toledano |
| Duo              | Russia            | Ucraina           | Giappone       |
| Squadra          | Russia            | Giappone          | Ucraina        |
| Libero combinato | Russia            | Cina              | Giappone       |